# Mari (volk)

globale verspreiding van de Fins-Permische volkeren omstreeks 1000 AD
Tsjoeden
Wepsen
Komi
Merja
Mari
Mesjtsjera
Moeroma
Mordwienen

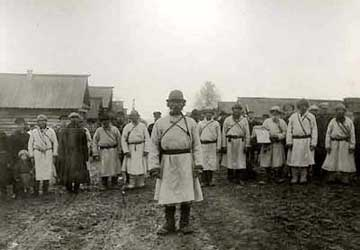
Mari

De Mari (Mari: мари, Russisch: марийцы) zijn een volk in Rusland dat van oudsher leefde in het stroomgebied van de rivieren de Wolga en de Kama. Vroeger werd het volk ook wel Tsjeremissen genoemd, maar dat exoniem raakt steeds verder buiten gebruik. Tegenwoordig woont bijna de helft van alle Mari in de Russische republiek Mari El. Ook in de republieken Tatarije en Basjkortostan wonen grote Mari-minderheden. Ruim 4% van de Mari woont buiten Rusland.
Het volk wordt onderverdeeld in een drietal groepen: de Weide-Mari, die langs de linkeroever van de Wolga wonen, de Berg-Mari, die op de rechteroevers van de Wolga wonen, en de Oostelijke Mari, in Basjkortostan. Bij de Russische volkstelling in 2010 gaven 547.605 mensen aan dat ze zichzelf tot de Mari rekenden. Van hen noemden 23.559 zich Berg-Mari.

## Taal
De Mari spreken een eigen taal, die behoort tot Fins-Permische subgroep van de Fins-Oegrische talen. Om die reden wordt het volk ook tot de Wolga-Finnen gerekend. Hun taal, het Mari, is naast het Russisch een officiële taal van de republiek Mari El, maar door een wet uit 2018 mogen regionale overheden geen burgers verplichten om andere talen dan het Russisch te gebruiken of te leren. De taal werd vooral vroeger ook wel Tsjeremissisch genoemd.

## Bekende personen
- Sergej Tsjavajn